# Stora Järnkarltjärnen
Stora Järnkarltjärnen är en sjö i Vansbro kommun i Dalarna och ingår i Dalälvens huvudavrinningsområde.